# Manuel Moreno Jiménez
Manuel Moreno Jiménez, dit aussi Manuel Morao, est un guitariste espagnol de flamenco né en 1929 à Jerez de la Frontera. 

## Biographie
Manuel Moreno Jiménez est le fils de El Morao (Manuel Moreno de Soto y Monje). 
Il est reconnu pour son accompagnement au chant et à la danse flamenca. Il a joué notamment pour Antonio, Carmen Amaya, Manolo Caracol, La Niña de los Peines, Terremoto de Jerez, Antonio Mairena... 
Il crée en 1966 les mythiques Jueves Flamencos (Jeudis Flamencos) qui vont participer à diffuser le flamenco dans le monde. En 1987, il fonde la compagnie Gitanos de Jerez avec laquelle il va parcourir l'Espagne et le monde pour présenter des spectacles de flamenco pur, tant dans la danse que dans le chant. La compagnie dispose à ce jour de son producteur, de son éditeur audiovisuel, de son centre de formation et de son éditorial.
Il a reçu l'influence de Javier Molina (es) comme il l'exprime lui-même : « J'ai appris avec Javier Molina et son école. Mais j'ai créé ma propre ligne (...) Je crois que ce qui me caractérise le plus sont les chocs rythmiques ».